# Rags (film 2012)
Rags è un film per la televisione diretto da Bille Woodruff, con protagonisti Keke Palmer, Max Schneider, Drake Bell, Zak Santiago, Avan Jogia e Nick Cannon. Si tratta di una rivisitazione moderna della storia di Cenerentola.

## Trama
La storia segue le vicende di Charlie Prince (Max Schneider) e Kadee Worth (Keke Palmer).
Il film si apre con Shawn (Drake Bell) che introduce la scena iniziale, in cui Charlie si esibisce per strada cercando di guadagnare qualche soldo. I suoi fratellastri, Andrew e Lloyd, hanno formato una band chiamata Androyd, unendo i loro nomi, ma nonostante il loro scarso talento, il padre li sostiene. Shawn, dopo aver assistito a un'esibizione di Charlie sulle note di Someday, lo incoraggia a registrare un album.
Nel frattempo, Kadee è frustrata perché le viene imposto di cantare brani che non rispecchiano il suo stile.
Un giorno, il patrigno di Charlie gli chiede di consegnare il CD degli Androyd alla Majesty Records. Mentre esce, il ragazzo si scontra accidentalmente con Kadee, facendo cadere i suoi testi musicali in una fontana. Nel frattempo, riesce a ottenere un lavoro come addetto alle pulizie della casa discografica, grazie all’aiuto di Shawn. Mentre pulisce la sala di registrazione, inizia a cantare Hands Up e Shawn lo registra di nascosto, creando un CD con la sua voce. 
Quella sera, Charlie incontra nuovamente Kadee e i due si esibiscono insieme in una piazza di New York. Lei, colpita dal suo talento, lo invita a una festa organizzata dal padre. Tuttavia, quando torna a casa, il patrigno gli sottrae il biglietto e decide di mandare gli Androyd al suo posto. Martha, la domestica, assiste alla scena e decide di aiutare Charlie, confezionandogli un abito elegante per la serata.
Alla festa, per non farsi riconoscere dal patrigno, Charlie indossa una maschera nera. Durante l’evento, Nick Cannon invita i presenti a ballare e Kadee sceglie proprio Charlie come partner. Il ragazzo la incoraggia a essere sé stessa, poi si allontana per incontrare Shawn, che gli consegna il suo CD. Sul palco, Charlie si esibisce con una delle sue canzoni, conquistando il pubblico e facendo innamorare Kadee. Tuttavia, vedendo il patrigno e i fratellastri andarsene furiosi, scappa prima che Kadee possa scoprire la sua identità, lasciando dietro di sé il CD.
Il giorno successivo, Kadee chiede aiuto a Charlie per trovare il misterioso cantante RAGS, senza sapere che è proprio lui. Nel frattempo, Lloyd, il fratellastro più gentile, intuisce la verità dopo aver riconosciuto le scarpe di Charlie, ma Andrew ascolta la conversazione e consegna le sue canzoni al padre.
Durante le audizioni alla Majesty Records, Arthur rinchiude Charlie in un magazzino e fa esibire Andrew al suo posto. Tuttavia, Kadee capisce subito che lui non è il vero RAGS. Più tardi, durante un’esibizione al Palace, il locale della madre di Charlie, Kadee smaschera Andrew e rivela che il vero talento è Charlie. Quest’ultimo sale sul palco e canta un suo brano, prima di invitare Kadee a esibirsi con una delle sue canzoni originali, ottenendo finalmente l’approvazione del padre.
Il film si conclude con Charlie e Kadee che si baciano e si esibiscono insieme nel locale. Lloyd, felice, si dedica al ballo, mentre Arthur e Andrew finiscono a pulire i bagni. Shawn, infine, chiude il racconto sottolineando che un lieto fine esiste sempre.

## Personaggi
- Kadee Worth, interpretata da Keke Palmer, doppiata da Stefania De Peppe.

Giovane superstar, figlia del proprietario di una casa discografica. Ha perso la madre da piccola e ha sempre cantato canzoni scelte dal padre, ma grazie a Charlie riesce finalmente a esprimere sé stessa.
- Charlie Prince, interpretato da Max Schneider, doppiato da Andrea Oldani.

Un ragazzo talentuoso con il sogno di diventare una star. Dopo la morte della madre, è costretto a vivere con il patrigno e i fratellastri.
- Shawn, interpretato da Drake Bell, doppiato da Leonardo Graziano.

Fonico di studio, aiuta Charlie a emergere nel mondo della musica.
- Diego, interpretato da Zak Santiago.

Barista nel locale dove lavora Charlie.
- Finn, interpretato da Avan Jogia, doppiato da Ruggero Andreozzi.

Finto fidanzato di Kadee, imposto dal padre per aumentare le vendite di dischi. Anche lui è un cantante.
- Nick Cannon, interpretato da sé stesso.

Amico di Kadee.

## Riprese
Le riprese si sono svolte a Vancouver tra giugno e luglio del 2011.